# Elefantenstein (Rechberg)

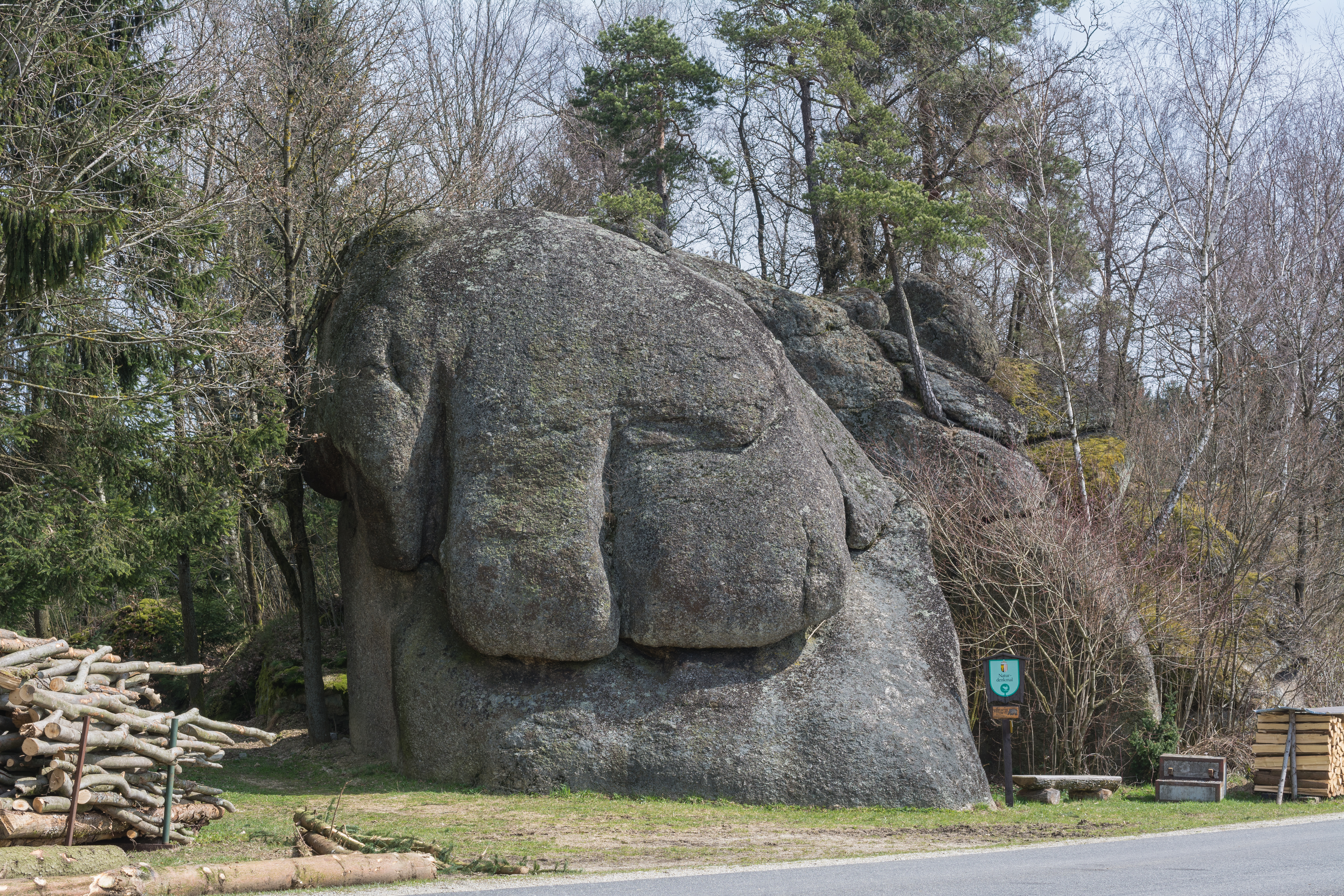
Elefantenstein im Naturpark Mühlviertel

Der Elefantenstein ist eine Felsformation im Naturpark Mühlviertel in der Gemeinde Rechberg im Bezirk Perg. Er ist seit 1999 im oberösterreichischen Naturschutzbuch als Naturdenkmal eingetragen.

## Beschreibung
Der Elefantenstein befindet sich in der Ortschaft Puchberg der Gemeinde Rechberg unmittelbar neben dem Güterweg Puchberg. Die Felsformation ist ein 25 Meter × 15 Meter großer und bis zu 10 Meter hohes wollsackverwittertes Naturgebilde im Weinsberger Granit mit Durchschlägen von feinkörnigem Granit.
Charakterisiert wird dieses geologische Gebilde durch mehrere nebeneinander und übereinander liegende Granitblöcke, die teilweise mit Kiefern, Hasel, Eichen, Kirsche und Birken bewachsen sind. Die Verwitterungsform und die vorhandene vertikale Klüftung des Gesteins verleihen das Aussehen der Vorderansicht eines Elefantenschädels.